# 前川孝雄
前川 孝雄（まえかわ たかお、 1966年 -）は、日本の実業家。人材コンサルタント。

## 経歴
兵庫県明石市出身。大阪府立大学経済学部、早稲田大学ビジネススクール・マーケティング専攻卒業。1989年4月、株式会社リクルートに入社。「リクナビ」「ケイコとマナブ」など、就職・転職・キャリアに関するメディアの編集長を歴任。2008年2月に独立・起業し、株式会社FeelWorks（フィールワークス）を設立。2020年より情報経営イノベーション専門職大学客員教授。

## 著書
- 『上司力トレーニング』（ダイヤモンド社、2006年7月、ISBN 978-4-478-36092-7）
- 『頭痛のタネは新入社員』（新潮社、2008年5月、ISBN 978-4-10-610264-6）
- 『上司力100本ノック　部下を育てる虎の巻』（幻冬舎、2009年6月、ISBN 9784344017009）
- 『上司の9割は部下の成長に無関心』（PHP研究所、2015年10月、ISBN 978-4-569-82686-8）
- 『50歳からの逆転キャリア戦略』（PHP研究所、2019年11月、ISBN 978-4-569-84558-6）
- 『コロナ氷河期 終わりなき凍りついた世界を生き抜くために』（扶桑社、2020年9月、ISBN 9784594086220）
- 『50歳からの人生が変わる痛快！「学び」戦略』（PHP研究所、2021年11月、ISBN 978-4-569-85055-9）

## 出演

### テレビ
- ハートネットTV 相談室チエノバ（2018年12月13日、NHK Eテレ）[3][4]
- 報道1930『日本の雇用は変わるのか？』（2022年2月21日、BS-TBS）[5][6]